# Luceau
Luceau – miejscowość i gmina we Francji, w regionie Kraj Loary, w departamencie Sarthe.
Według danych na rok 1990 gminę zamieszkiwało 979 osób, a gęstość zaludnienia wynosiła 52 osoby/km² (wśród 1504 gmin Kraju Loary, Luceau plasuje się na 586. miejscu pod względem liczby ludności, natomiast pod względem powierzchni na miejscu 600.).